# Международная организация комиссий по ценным бумагам
Международная организация комиссий по ценным бумагам (англ. International Organization of Securities Commissions, IOSCO) — международная финансовая организация, объединяющая национальные органы регулирования рынка ценных бумаг. Штаб-квартира организации находится в Мадриде, Испания.

## История
Организация была основана в  1974 году с целью стимулирования сотрудничества между комиссиями по ценным бумагам стран Северной и Южной Америки.
Позднее, в 1983 году из региональной международной организации она превратилась во всемирную международную организацию. Решение об этом было принято на конференции в Кито, Эквадор. 
В 1986 году была принята резолюция, обязывающая национальные комиссии по ценным бумагам предоставлять помощь в пределах организации в сфере защиты прав инвесторов и контроля за деятельностью посредников, которые торгуют ценными бумагами, и посредников, которые продают и покупают фьючерсные контракты.
Следующим шагом в развитии международного сотрудничества было создание в 1987 году технического комитета. Главными задачами этого комитета являются:
- Изучение проблем, которые возникают в сфере правового регулирования национальных рынков ценных бумаг и фьючерсов;
- Обобщение результатов и заключение обзоров;
- Разработка предложений мероприятий, способствующих решению проблем правового регулирования.

Комитет изучает международные стандарты составления отчетов о деятельности, ведении бухгалтерского учета, регулирование вторичных рынков ценных бумаг и фьючерсов, регулирование посреднической деятельности, а также механизмы обеспечения и соблюдение правовых норм и обмена информацией.
В 1989 году в структуре ІОSСО был создан комитет по развитию, главными задачами которого являются изучения проблем, которые возникают на развивающихся рынках ценных бумаг. Комитет по развитию отвечает за разработку мероприятий по стимулированию развития рынков и деятельности клиринговых и расчетных организаций, определяет характер влияния процессов интернационализации на государственное регулирование развивающихся рынков ценных бумаг, разрабатывает предложению относительно применения минимальных стандартов информированности участников рынка ценных бумаг.
В настоящее время (по состоянию на май 2019 года) в организации состоят 225 участников. Члены организации регулируют рынки ценных бумаг, на которые приходится более 95% мирового рынка ценных бумаг.

## Цели и задачи
Главными задачами ІОSСО являются:
- Координация сотрудничества между комиссиями по ценным бумагам разных стран с целью обеспечения более эффективного государственного регулирования национальных рынков ценных бумаг:
- Обмен опытом государственно-правового регулирования рынка ценных бумаг и внедрение более совершенных методов регулирования рынка ценных бумаг;
- Выработка единых стандартов поведения на рынках ценных бумаг и осуществление государственного надзора за международными соглашениями в области обращения ценных бумаг;
- Взаимная помощь с целью обеспечения единства и неделимости рынков ценных бумаг и борьбы с правонарушениями.

IOSCO занимается разработкой стандартов регулирования национальных фондовых рынков. Документ "Цели и принципы регулирования рынков ценных бумаг" (IOSCO Principles) является основой для регулирования национальных фондовых рынков в большинстве развитых стран. Кроме того, организация обеспечивает обмен информацией между регулирующими органами разных стран и ведет базы данных по национальным фондовым законодательствам.

## Структура
Организация включает три типа членов: постоянных (англ. regular), ассоциированных (англ. associate) и аффилированных (англ. affiliate).
Во главе организации стоит Президентский комитет (англ. Presidents' Committee), который собирается один раз в год на ежегодных встречах и включает всех руководителей постоянных и ассоциированных членов организации.
Исполнительный комитет (англ. Executive Committee), периодически заседающий в течение года включает 19 членов:
- Руководителей технического комитета и комитета развивающихся рынков;
- Руководителей региональных комитетов: Азиатско-Тихоокеанского, Межамериканского, региона Африки и Ближнего востока, Европейского;
- По одному представителю от каждого регионального комитета;
- 9 постоянных членов, выбираемых Президентским комитетом[5].